# Aaron Kwok

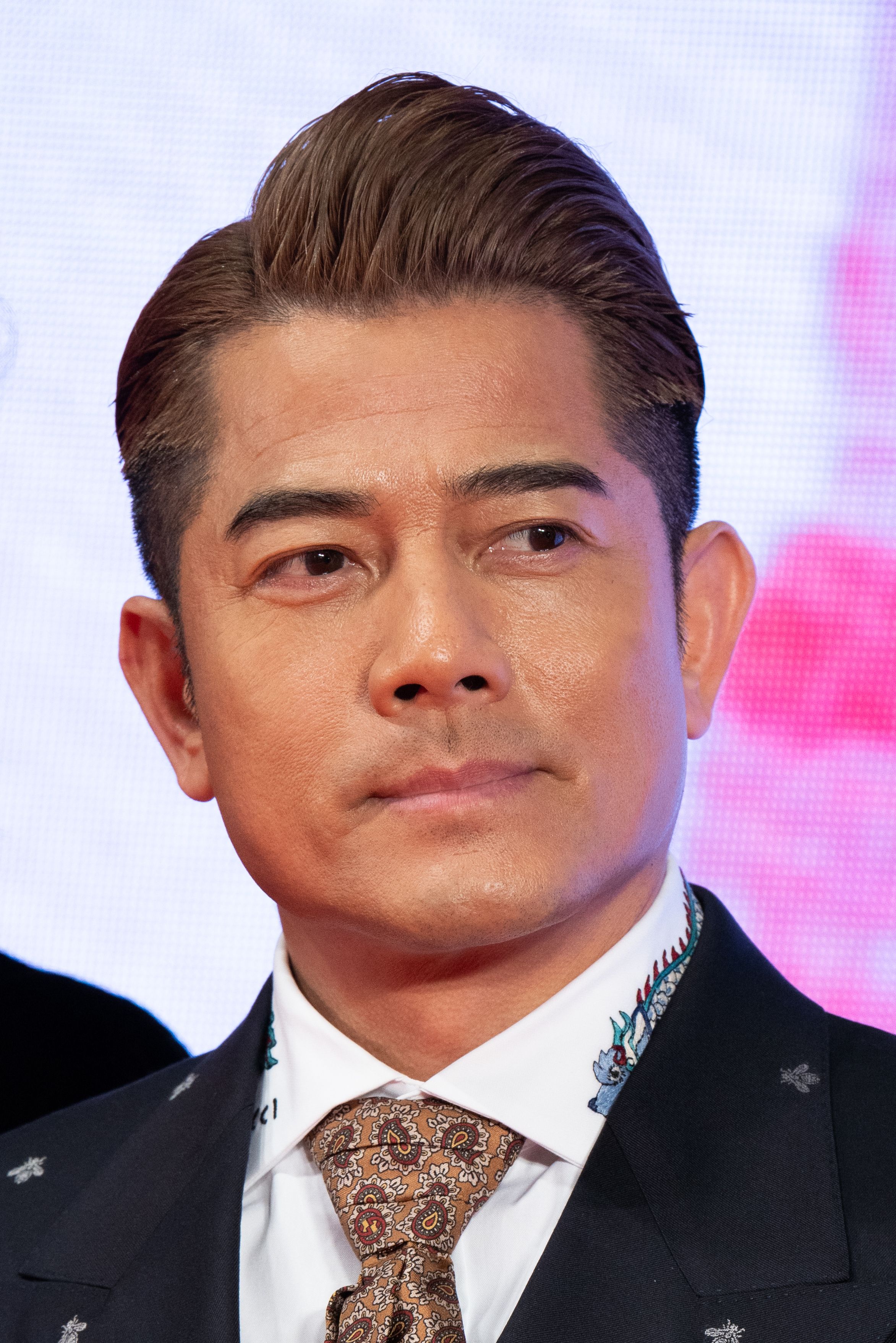
Aaron Kwok (2019)

Aaron Kwok Fu-shing (chinesisch 郭富城, Pinyin Guō Fùchéng, Jyutping Gwok3 Fu3sing4, kantonesisch Kwok Fu-shing; * 26. Oktober 1965 in Hongkong) ist ein chinesischer Sänger, Tänzer und Schauspieler. Kwok ist seit den 1980er Jahren aktiv und als einer der „Vier Himmelskönige des Cantopops“ von Hongkong (香港四大天王) bekannt. Er war bisher in über 70 Produktionen als Schauspieler aktiv.

## Leben
Kwok war Schüler des St. John’s Co-Education College in Hongkong. Nach dem Abitur arbeitete Kwok als Nachwuchskraft in einem Juweliergeschäft. Sein Vater, der ebenfalls ein kleines Goldgeschäft besaß, wollte das er dort Erfahrungen sammelt, um dann später das Familiengeschäft zu übernehmen. Doch dieses übernahm dann später ein Bruder von Aaron, nachdem dieser im Jahr 1984 von seinem Arbeitgeber wegen einer Krankschreibung gefeuert wurde um daraufhin ein Tanz-Studium zu beginnen, dessen praktische Ausbildung er beim bekannten Privatsender TVB antrat. Dort wurden seine Fähigkeiten erkannt und er wurde daraufhin für Musikvideos und Varieté-Shows gebucht.
Im Jahr 1987 wechselte er in die Schauspielabteilung und wurde Fernsehschauspieler, wo er u. a. Nebenrollen in TVB-Dramen spielte. 1990 trat er in Taiwan in einem TV-Werbespot auf, der ihm sofortige Popularität, vorwiegend bei dem weiblichen Publikum, verschaffte.
Nach seinem Erfolg in Taiwan kehrte er 1991 nach Hongkong zurück, um Cantopop zu machen. Kwok wurde zu einem der bekanntesten Popstars Hongkongs und Asiens. Seine ersten großen Auszeichnungen gewann er im selben Jahr. Sogar Janet Jackson arbeitete mit Aaron Kwok an einer internationalen Version von „Ask for More“, dessen Musicclip für den jeweiligen Markt angepasst wurde.
Im Laufe der Jahre war Kwok auch in anderen Medien wie TV-Werbung und Schauspiel aktiv. Er begann seine Schauspielkarriere mit der TVB-Serie „Rise of Dschingis Khan“ und der Serie „Twilight of a Nation“ von 1988. Er spielte in dieser Zeit auch schon in verschiedenen Kinofilmen mit.
Am 13. November 2005 wurde er bei der 42. Verleihung des Golden Horse Awards in Taiwan überraschend für seine Rolle in dem Film Divergence als bester Hauptdarsteller ausgezeichnet.

## Privat
Kwok ist mit dem chinesischen Model Moka Fang (方媛 Fāng Yuàn) verheiratet. Er ist Vater zweier Töchter (Chantelle & Charlotte). Kwok hat zwei ältere Brüder und zwei ältere Schwester. 1990 verstarb sein zweitältester Bruder bei einem Verkehrsunfall.

## Filme (Auswahl)
- 1988: The Big Heat
- 1989: Close Escape
- 1990: Story of Kennedy Town
- 1991: Saviour of the Soul (Silver Fox)
- 1992: Game Kids
- 1993: Millionaire Cop
- 1993: The Bare-Footed Kid
- 1993: Future Cops
- 1994: The Kung Fu Scholar
- 1995: Whenever Will Be, Will Be
- 1996: Somebody Up There Likes Me
- 1998: The Storm Riders
- 2000: 2000 A.D. (Game Over)
- 2001: China Strike Force
- 2004: Heat Team
- 2005: Divergence
- 2007: The Detective
- 2009: The Storm Warriors
- 2010: City Under Siege
- 2011: The Detective 2
- 2012: Cold War
- 2013: Silent Witness
- 2014: The Monkey King
- 2018: Project Gutenberg
- 2021: Home Sweet Home